# 哥里市鎮

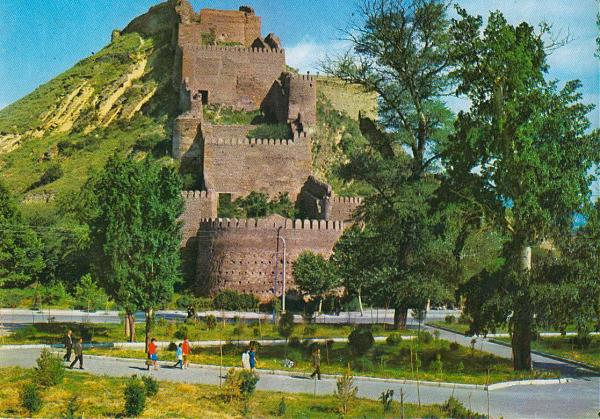
哥里城堡

哥里市鎮，是格魯吉亚内卡尔特利大区的市镇，行政中心为哥里。市镇面積为1,352平方公里，2014年人口数量为125,692人，人口密度每平方公里93人。